# Alma Delia Navarrete Rivera
Alma Delia Navarrete Rivera (Jilotepec de Molina Enríquez, estado de México, 29 de julio de 1972) es una política mexicana, miembro del partido Movimiento Regeneración Nacional (Morena). Ha sido diputada federal de 2018 a 2021, reelegida para el periodo de 2021 a 2024, y ocupa el cargo por tercera vez a partir de 2025.

## Biografía
Es licenciada en Derecho por el Instituto Universitario UEEM. Laboró en el Instituto Electoral del Estado de México (IEEM), donde fue vocal de capación de 2002 a 2003, y vocal de organización de 2005 a 2006 y de 2008 a 2009. En 2012 se unió a Morena, donde fue consejera estatal e integrante de la Comisión de Honestidad y Justicia en el estado de México. de 2012 a 2015.
De 2016 a 2017 fue asesor de regidor del ayuntamiento del municipio de Ecatepec de Morelos, estado de México, y de 2017 a 2018 enlace distrital de organización de Morena en el mismo municipio. En las elecciones federales de 2018 fue postulada candidata de la coalición Juntos Haremos Historia a diputada federal por el Distrito 10 del estado de México, logró el triunfo al recibir el 56.18% de los votos, frente al 22.68% de Brenda Alvarado Sánchez candidata de la coalición Todos por México. En la LXIV Legislatura de 2018 a 2021 fue secretaria de la comisión de Desarrollo Metropolitano, Urbano, Ordenamiento Territorial y Movilidad; e integrante de las comisiones de Gobernación y Población; y, de Recursos Hidráulicos, Agua Potable y Saneamiento.
En las elecciones de 2021 fue postulada a la reelección en el mismo cargo y distrito, siendo reelegida a la LXV Legislatura al recibir el 45.41% de los votos, superando al 25.36% de la candidata del Partido Revolucionario Institucional (PRI) Nallely Gutiérrez Ramírez. En esta legislatura, cuyo periodo se extendió entre 2021 y 2024, fue nuevamente secretaria de la comisión de Desarrollo Metropolitano, Urbano, Ordenamiento Territorial y Movilidad; e integrante de las comisiones de Gobernación y Población; y, de Recursos Hidráulicos, Agua Potable y Saneamiento.
En el proceso electoral de 2024 no se postuló a la reelección como candidata propietaria, sino como suplente por el Distrito 13 del estado de México y siendo candidata a diputada federal propietaria su hija Alma Monserrat Córdoba Navarrete; fueron elegidas al cargo con el 43.08% de los votos, contra el 28.24% de la candidata de la coalición Fuerza y Corazón por México Lucía Guadalupe Méndez Martínez. El 1 de febrero de 2025 la diputada propietaria solicitó y recibió licencia al cargo, y ese mismo día Alma Delia Navarrete rindió protesta como diputada para la LXVI Legislatura que tendrá término en 2027. En esta legislatura es secretaria de la comisión de Juventud; e integrante de las comisiones de Cultura y Cinematografía; y de Movilidad.